# Додридж (округ)
Округ Додридж (англ. Doddridge County) располагается в США, штате Западная Виргиния. Официально образован 1845 года, получил своё название в честь американского политического и государственного деятеля Филипа Доддриджа. По состоянию на 2010 год, численность населения составляла 8 202 человека.

## География
По данным Бюро переписи США, общая площадь округа равняется 976 км², из которых 951 км² — суша и 28 км² или 2,8 %, — это водоёмы.

### Соседние округа
- Уэтзел (Западная Виргиния) — север
- Гаррисон (Западная Виргиния) — восток
- Льюис (Западная Виргиния) — юго-восток
- Гилмер (Западная Виргиния) — юг
- Ритчи (Западная Виргиния) — запад
- Тайлер (Западная Виргиния) — северо-запад

## Население
По данным переписи населения 2000 года в округе проживает 7 403 жителя в составе 2 845 домашних хозяйств и 2 102 семей. Плотность населения составляет 9 человек на км². На территории округа насчитывается 3 661 жилое строение, при плотности застройки 4 строений на км². Расовый состав населения: белые — 98,31 %, афроамериканцы — 0,27 %, коренные американцы (индейцы) — 0,31 %, азиаты — 0,15 %, представители других рас — 0,14 %, представители двух или более рас — 0,82 %. Испаноязычные составляли 0,57 % населения независимо от расы.
В составе 32,50 % из общего числа домашних хозяйств проживают дети в возрасте до 18 лет, 59,30 % домашних хозяйств представляют собой супружеские пары проживающие вместе, 10,30 % домашних хозяйств представляют собой одиноких женщин без супруга, 26,10 % домашних хозяйств не имеют отношения к семьям, 22,50 % домашних хозяйств состоят из одного человека, 10,90 % домашних хозяйств состоят из престарелых (65 лет и старше), проживающих в одиночестве. Средний размер домашнего хозяйства составляет 2,56 человека, и средний размер семьи 2,98 человека.
Возрастной состав округа: 25,00 % моложе 18 лет, 8,40 % от 18 до 24, 26,60 % от 25 до 44, 25,10 % от 45 до 64 и 14,80 % от 65 и старше. Средний возраст жителя округа 39 лет. На каждые 100 женщин приходится 101,90 мужчин. На каждые 100 женщин старше 18 лет приходится 98,10 мужчин.
Средний доход на домохозяйство в округе составлял 26 744 USD, на семью — 30 502 USD. Среднестатистический заработок мужчины был 26 902 USD против 20 250 USD для женщины. Доход на душу населения составлял 13 507 USD. Около 15,30 % семей и 19,80 % общего населения находились ниже черты бедности, в том числе — 23,00 % молодёжи (тех, кому ещё не исполнилось 18 лет) и 13,60 % тех, кому было уже больше 65 лет.